# Аксеки, Ахмет Хамди
Ахмет Хамди Аксеки (1887 — 9 января 1951) — турецкий богослов и журналист. В 1947-51 годах возглавлял управление по делам религий.

## Биография
Мать Ахмета Аксеки умерла, когда ему было 10 лет. Его отец был имамом и обучил сына умению читать Коран. Впоследствии Аксеки также получил уроки таджвид от другого имама. Учился в нескольких медресе, выучил арабский, фарси, тафсир, фикх и хадисы. В 1905 году переехал в Стамбул, окончил стамбульский университет.
Писал статьи для издававшегося Эшрефом Эдипом журнала «Sebilürreşad». Также он посетил территорию Болгарии. Позднее на основе опыта, полученного во время поездки, Аксеки написал серию статей «Письма из Болгарии», которые были напечатаны в журнале «Sebilürreşad», а также переведены на арабский и перепечатаны в журналах Бейрута и Каира.
В 1916-21 годах преподавал в ряде учебных заведений, а также проповедовал в мечетях. В 1922 году переехал в Анкару, начал работать в управлении по делам религий. В 1939 году был назначен заместителем руководителя, в 1947-51 годах возглавлял управление по делам религий.

## Вклад
Принимал участие в переводе текста Корана и хадисов Мухаммада аль-Бухари на турецкий язык. Помимо этого, Аксеки написал ряд популярных книг об исламе, переиздававшихся вплоть до 1980-х годов. В 1925 году привлекался к суду за членство в исламистской организации, но был оправдан. Критиковался рядом исламистов, в том числе поэтом Неджип Фазылом, за сотрудничество с секулярным государством.